# Milan Halaska

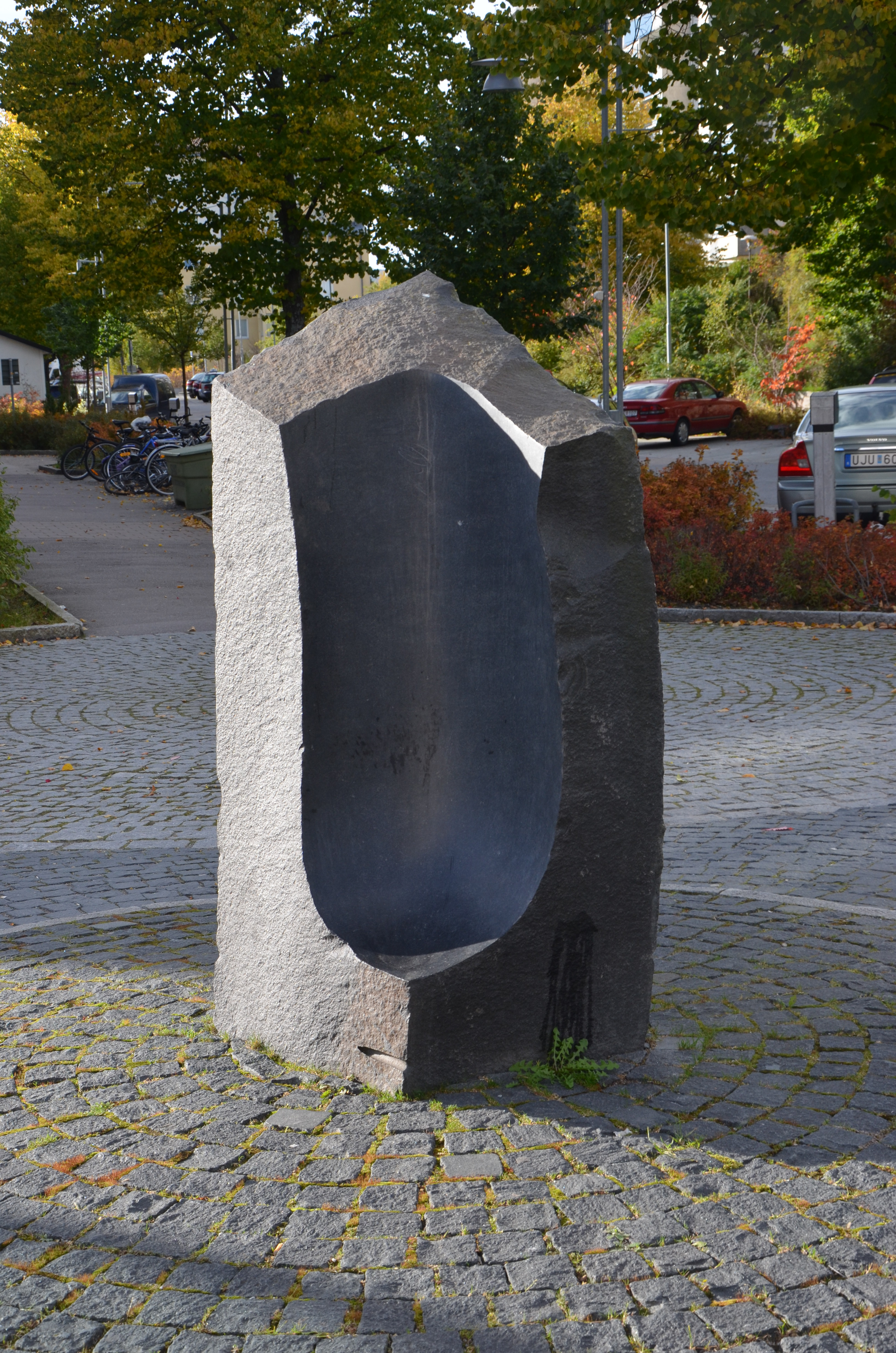
Dialog i Skärholmen i Stockholm

Milan Halaska, född 28 augusti 1922 i Tjeckoslovakien, död 19 december 1993 i Kallhälls församling, Stockholms län, var en tjeckisk-svensk konstnär. 
Milan Halaska var från 1975 gift med konstnären Eva Halaska och paret skapade flera verk tillsammans.

## Offentliga verk i urval
- lekskulpturen Hästen, marmor,  Skarpnäck i Stockholm (med Eva Halaska)
- lekskulpturen Fisken, Skarpnäck i Stockholm (med Eva Halaska)
- lekskulpturen Ormen, Skarpnäck i Stockholm (med Eva Halaska)
- lekskulpturen Labyrinten, Skarpnäck i Stockholm (med Eva Halaska)
- Dialog, granit, 1987, Skärholmen (med Eva Halaska)